# Kunsthalle Basel
La Kunsthalle di Basilea (in tedesco: Kunsthalle Basel) è stata fondata nel 1872 ed è la più antica Kunsthalle della Svizzera.
Dalla sua apertura nel 1872, la Kunsthalle Basel sostiene gli artisti contemporanei. Di conseguenza, questa rinomata istituzione può vantare una lunga tradizione, supportando l'avanguardia e ampliando i confini tradizionali dell'arte contemporanea, su cui vengono inoltre presentate riflessioni e discussioni in occasione di conferenze, performance o proiezioni video o filmiche.
Nel 2004 lo storico edificio è stato ristrutturato dagli architetti Miller & Maranta. Da allora, esso ospita anche il Museo svizzero di architettura.

## Storia
La costruzione della Kunsthalle di Basilea fu inizialmente avviata attraverso la fusione del Basler Kunstverein fondato nel 1839 e della Basler Künstlergesellschaft nel 1864. Alla cerimonia di inaugurazione dell'edificio nella primavera del 1872, il presidente dell'epoca del Basler Kunstverein, Johann Jakob Im Hof, delineò programmaticamente la funzione della Kunsthalle in questo modo: "Fornire un luogo per le arti visive al fine di stimolare, promuovere e diffondere l'interesse per esse nella nostra città natale, nonché coltivare relazioni amichevoli tra artisti e amanti dell'arte."
Negli anni '20 e '30, prima dell'apertura del Kunstmuseum Basel, alla Kunsthalle di Basilea venne temporaneamente custodita ed esposta la collezione pubblica d'arte della città di Basilea (a seguito della costruzione del Kunstmuseum di Basilea). A causa della persistente situazione finanziaria critica, l'edificio fu affittato a enti governativi negli anni '50, prima di tornare di proprietà del Basler Kunstverein dopo la ristrutturazione nel 1969.
Nel 1949, nell'ambito della cosiddetta "Mostra degli Impressionisti" sotto la direzione di Lucas Lichtenhahn, che comprendeva un totale di 244 opere, furono esposti per la prima volta al di fuori della Francia i "Quadri di ninfee" di Claude Monet.
Con la mostra "La nuova pittura americana" nel 1958, organizzata in collaborazione con il Museum of Modern Art di New York, la Kunsthalle di Basilea divenne il primo luogo in tutta Europa, o al di fuori degli Stati Uniti, in cui le opere di artisti americani espressionisti, tra cui Mark Rothko e Jackson Pollock, furono esposte in una struttura museale.